# Praon cavariellae
Praon cavariellae är en stekelart som beskrevs av Jaroslav Stary 1971. Praon cavariellae ingår i släktet Praon och familjen bracksteklar. Arten är reproducerande i Sverige. Inga underarter finns listade i Catalogue of Life.